# Messelan

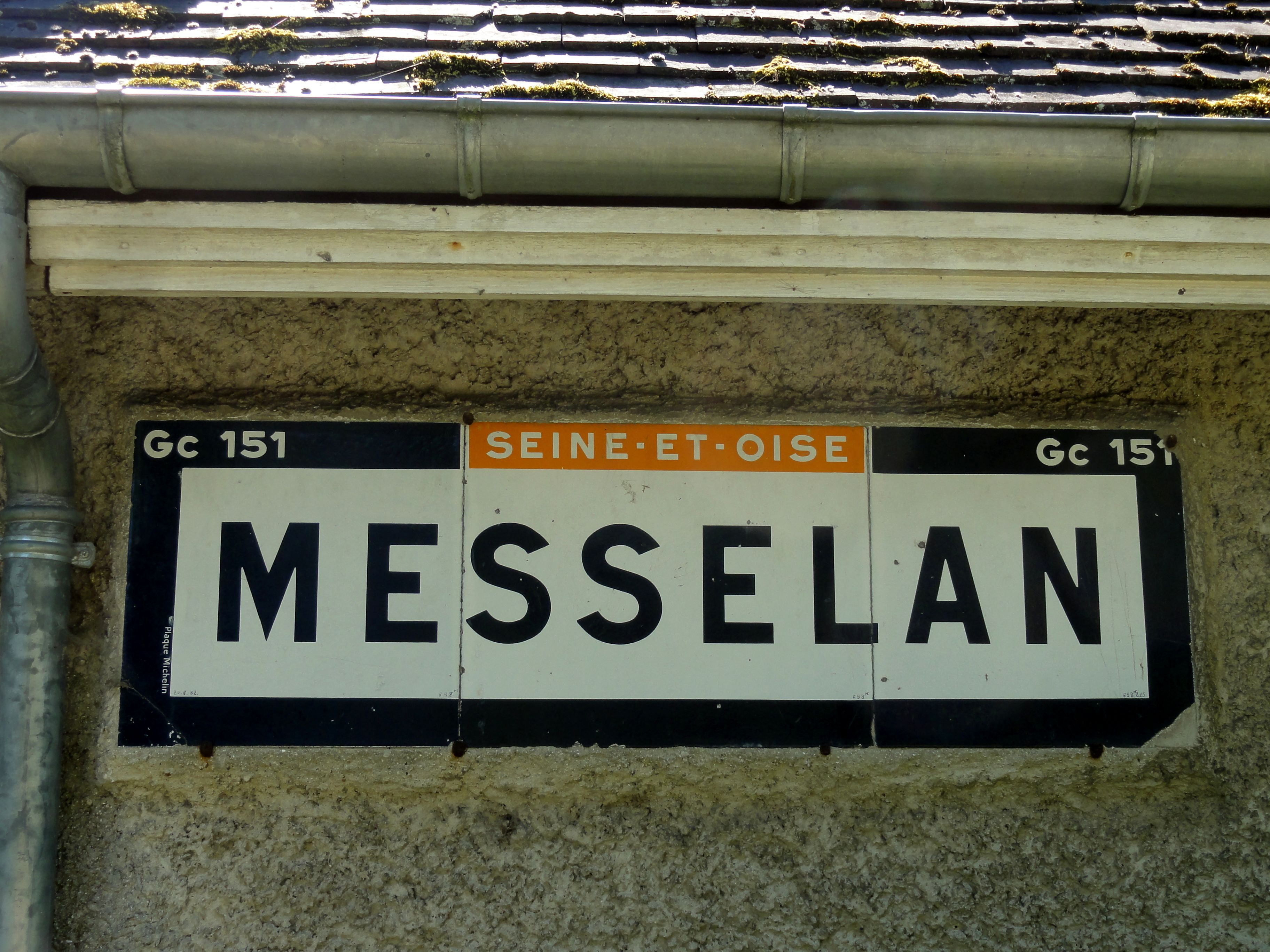
Ortsschild von Messelan

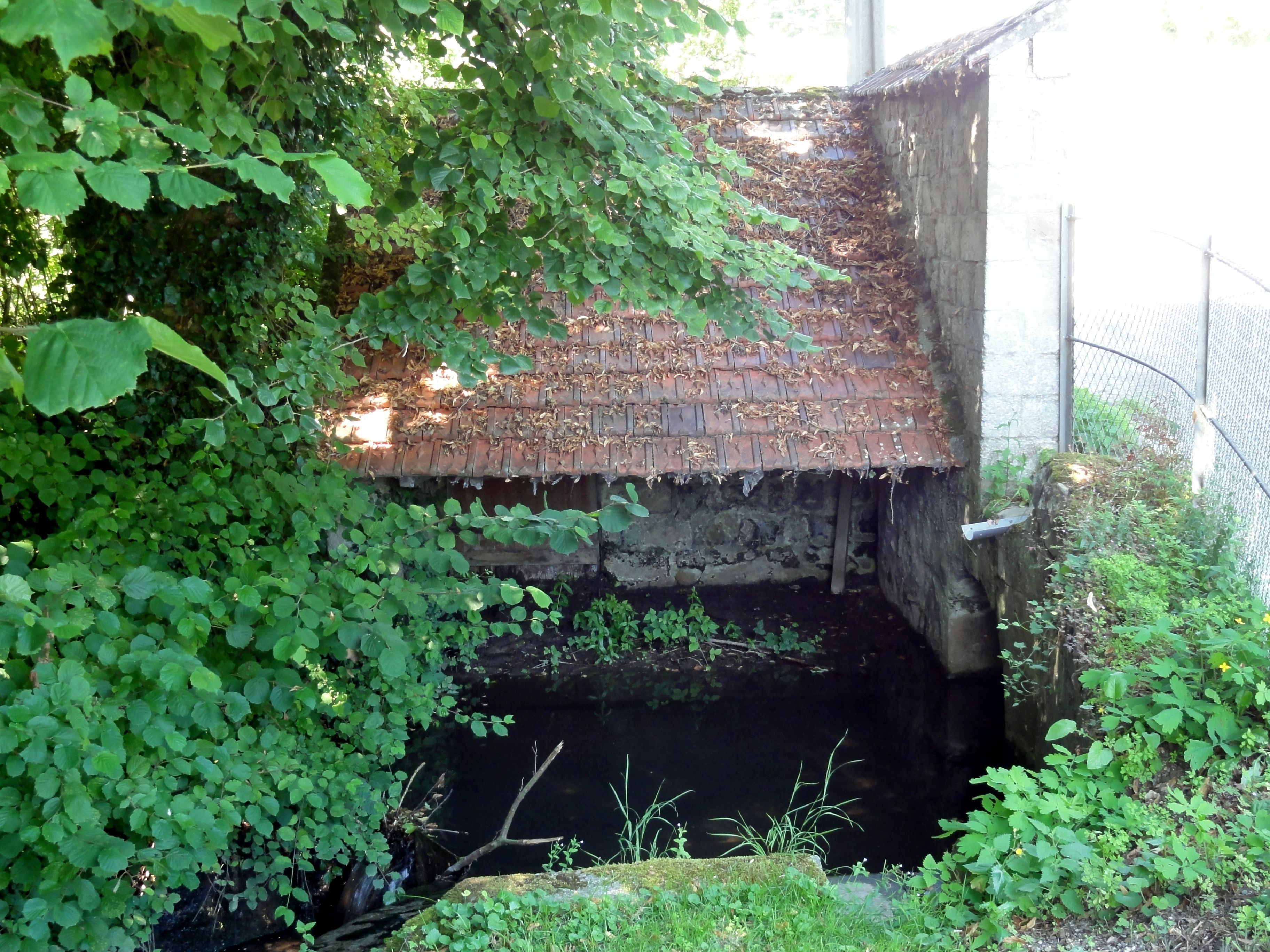
Waschhaus

Messelan ist ein Weiler der französischen Gemeinde Frouville im Département Val-d’Oise in der Region Île-de-France. Messelan liegt circa eineinhalb Kilometer nördlich von Frouville an der Départementstraße 151.

## Sehenswürdigkeiten
- In der Scheune der ehemaligen Commanderie des Templerordens existiert noch ein gewölbter Saal aus dem 13. Jahrhundert. Der Bau steht seit 1980 unter Denkmalschutz.[1]
- Lavoir (Waschhaus)